# 최원호 (공무원)
최원호(崔元湖, 1967년~)는 대한민국의 제7대  원자력안전위원회 위원장이다.

## 학력
- 춘천고등학교 졸업
- 성균관대학교 공과대학 기계설계학 학사
- 버밍엄 대학교 대학원 기계공학 석사
- 버밍엄 대학교 대학원 기계공학 박사

## 경력
- 1992.12 제28회 기술고시 합격
- 1993~1997 과학기술처 (기획총괄과, 장관실, 기술협력총괄과 등)
- 2001~2006 과학기술부 (영광원전주재관실, 원자력협력과 등)
- 2006~2009 주러시아연방대사관
- 2009~2011 교육과학기술부 (미래원천기술과장, 거대과학정책과장, 정책조정지원과장)
- 2011.02~2013 국가과학기술위원회 (과학기술정책과장, 연구조정총괄과장)
- 2013~2015 미래창조과학부 (평가혁신국장, 연구성과혁신정책관)
- 2015.07~2016 대통령비서실 과학기술비서관실 선임행정관
- 2016~2020 과학기술정보통신부 (국제협력관, 거대공공연구정책관 등)
- 2020~2022 국제원자력기구(IAEA)
- 2022~2023 과학기술정보통신부 (우주항공청설립추진단장)
- 2023.07~2024.02 대통령비서실 과학기술비서관
- 2024.02~2024.12 대통령비서실 연구개발혁신비서관
- 2024.12~ 원자력안전위원회 위원장